# Paperboy 2
 (juin 2019).
Si vous disposez d'ouvrages ou d'articles de référence ou si vous connaissez des sites web de qualité traitant du thème abordé ici, merci de compléter l'article en donnant les références utiles à sa vérifiabilité et en les liant à la section « Notes et références ».
Pour les articles homonymes, voir Paperboy (homonymie).
Paperboy 2 est un jeu vidéo de genre arcade sorti en 1991 sur Amiga, Amstrad CPC, Atari ST, DOS, Game Boy, Game Gear, Mega Drive, Nintendo Entertainment System, Super Nintendo et ZX Spectrum. Le jeu a été développé par Tengen et édité par Mindscape.
Il s'agit de la suite de Paperboy.

## Nouveautés
- Sur Mega Drive, on peut sauter
- On peut désormais choisir Papergirl sur toutes les plates-formes
- On peut livrer à gauche mais également à droite maintenant
- Sur NES, Super Nintendo et Game Boy, on peut choisir entre 9999 routes (qui restent pratiquement identiques)
- Sur Mega Drive encore, la plupart des sprites ont une interaction avec les journaux